# Aderus taveuniensis
Aderus taveuniensis é uma espécie de inseto besouro da família Aderidae. Foi descrita cientificamente por Maurice Pic em 1932.

## Distribuição geográfica
Habita no Fiji.